# Aancistroger primitivus
Aancistroger primitivus är en insektsart som beskrevs av Andrej Vasiljevitj Gorochov 2005. Aancistroger primitivus ingår i släktet Aancistroger och familjen Gryllacrididae. Inga underarter finns listade i Catalogue of Life.